# デイブ・ブラウン
デイブ・ブラウン（Dave Brown、1933年2月22日 - 2009年6月15日）は 、アメリカ合衆国のバスケットボールの指導者。

## 経歴
1973年にABAのダラス・チャパラルズのベイブ・マッカーシーヘッドコーチ退任に伴い暫定ヘッドコーチを務め、12試合を指揮し、4勝8敗。